# Гинько, Владимир Николаевич
Владимир Николаевич Гинько — советский государственный партийный и хозяйственный деятель.

## Биография
Родился в 1931 году в селе Ефремовка. Член КПСС.
С 1955 года — на хозяйственной,  партийной и общественной  работе. 
- В 1955—1991 гг. — дежурный по станции, заместитель начальника, начальник станции Златоуст,
- председатель районного комитета профсоюза рабочих ж.-д. транспорта,
- начальник Златоустовского отделения дороги,
- 1-й секретарь Златоустовского горкома КПСС,
- 1-й заместитель начальника, начальник Южно-Уральской железной дороги,
- заместитель министра путей сообщения СССР, начальник Главного управления движения МПС,
- 1-й заместитель министра путей сообщения СССР.

Делегат XXIII и XXV съездов КПСС.
Живёт в Москве.